# IdZ

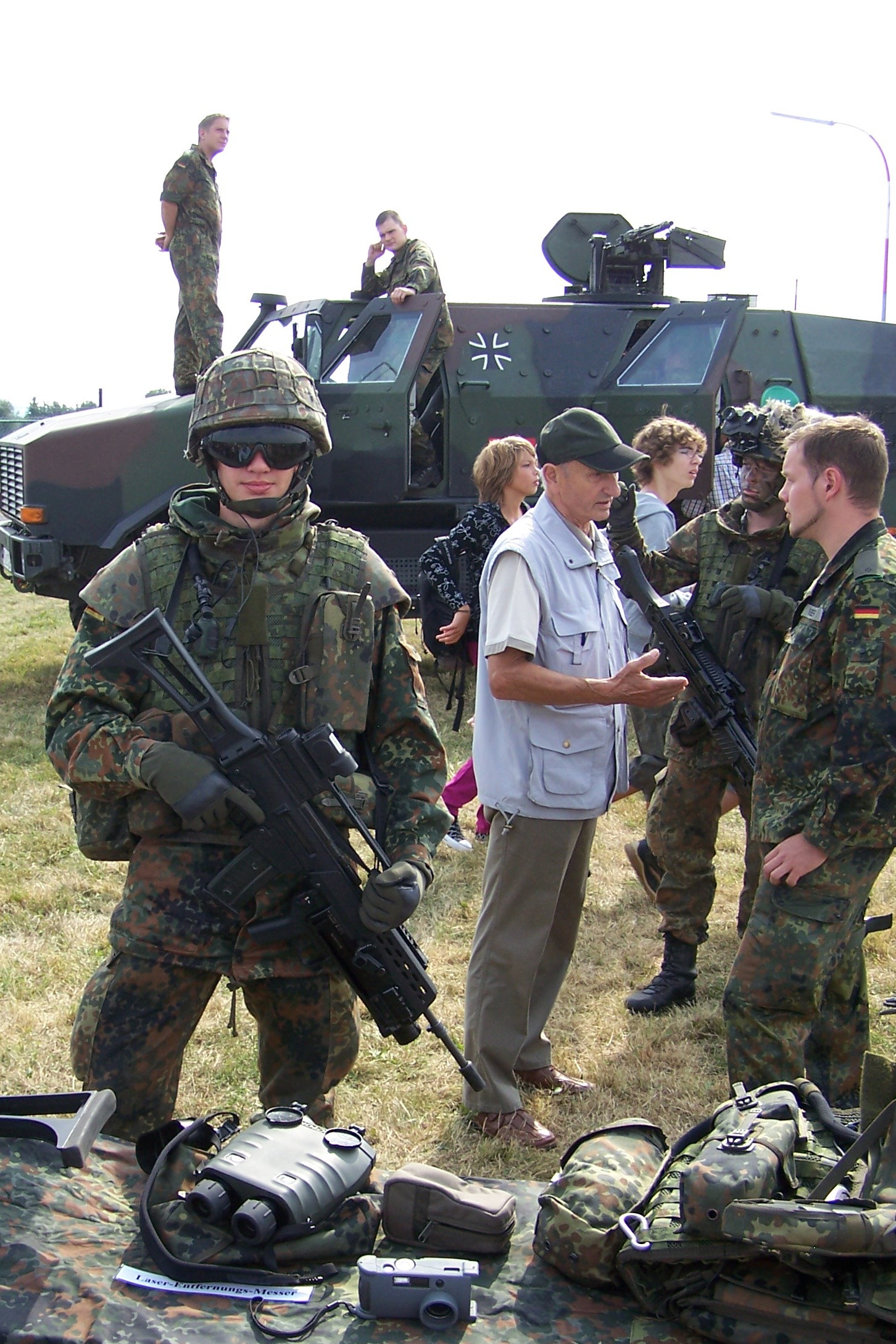
Військовослужбовець, демонструючий екіпіровку IdZ

IdZ (нім. Infanterist der Zukunft) — німецький комплект індивідуального екіпірування військовослужбовця, так званий «комплект солдата майбутнього». Поточна версія цієї програми називається IdZ-ES (Expanded System).

## Історія створення
Програму IdZ було розпочато в 1996 році майже відразу після створення аналогічної програми у США. Перші прототипи випробовували під час війни в Югославії, проте вони показали низьку ефективність і фінансування програми було скорочено. Розробка продовжилася після введення підрозділів Бундесвера у складі коаліційних сил в Афганістан в 2002 році. У 2006 році Бундесвер уклав контракт вартістю 34,4 млн доларів США з Rheinmetall Defence Electronics на розробку прототипу комплекту другого покоління IdZ-ES і постачання перших 20 одиниць до травня 2007 року для подальших випробувань в Афганістані.
Концепція IdZ-ES передбачає різні варіанти комплектації, зокрема: легкий, базовий у мінімальній та максимальній конфігураціях, командирський та ін. Наприклад, за одною з версій, базовий варіант у максимальній конфігурації передбачає опцію підключення двох акумуляторних батарей (для 48 годин роботи), наявність модуля управління міні-БПЛА, з'єднання  хаба по інтерфейсу USB 2.0 з шоломною системою доповненої реальності типу ARC4 (США) та окулярами нічного бачення.

## Ресурси Інтернету
- More information on IdZ and pictures of IdZ soldiers [Архівовано 25 січня 2009 у Wayback Machine.]
- Information and pictures on the homepage of the German army [Архівовано 25 січня 2009 у Wayback Machine.]
- Army-Technology.com page on IdZ [Архівовано 26 березня 2009 у Wayback Machine.]
- Video about IdZ [Архівовано 18 червня 2016 у Wayback Machine.]

| Another IdZ-soldier                                                                           |
| A German Army soldier demonstrates the MP7A1 Personal Defence Weapon (PDW) of the IdZ program |

| G82 |
| G82 |

| Night vision Lucy                                                               |
| "LUCIE", a fourth-generation night vision device, incorrectly named "Lucy" here |

| MG4                                                                                          |
| A G36A2 of the Bundeswehr with a Zeiss RSA reflex sight and an AG36 grenade launcher (2008). |

| MIKADO air robot |
| MP7A1.           |

|     |
| MG4 |

|                                                                                     |
| MIKADO air robot holding a camera at the booth of the Bundeswehr at the CeBIT 2006. |